# Эррера, Эрон
Эрон Джозеф Эррера (исп. и англ. Aarón Joseph Herrera; 6 июня 1997, Лас-Крусес, Нью-Мексико, США) — гватемальский и американский футболист, правый защитник клуба «Ди Си Юнайтед» и сборной Гватемалы.

## Карьера

### Молодёжная карьера
Эррера — воспитанник академии футбольного клуба «Реал Солт-Лейк».
Во время обучения в Университете Нью-Мексико в 2015—2017 годах Эррера играл за университетскую футбольную команду в Национальной ассоциации студенческого спорта.
В 2016 и 2017 годах также выступал за клуб «Тусон» в USL PDL.

### Клубная карьера
15 декабря 2017 года «Реал Солт-Лейк» подписал с Эррерой контракт по правилу доморощенного игрока. Его профессиональный дебют состоялся 7 апреля 2018 года в матче фарм-клуба в USL «Реал Монаркс» против «Финикс Райзинг». За «Реал Солт-Лейк» в MLS он дебютировал 26 мая 2018 года в матче против «Сиэтл Саундерс», выйдя на замену в концовке. 13 декабря 2019 года Эррера подписал новый четырёхлетний контракт с «Реал Солт-Лейк». 17 июля 2021 года в матче против «Лос-Анджелеса» он забил свой первый гол в профессиональной карьере, это был его 78-й матч в MLS. 23 июня 2022 года Эррера продлил контракт с «Реал Солт-Лейк» до конца сезона 2024 с опциями на сезоны 2025 и 2026.
21 декабря 2022 года Эррера был обменян в «Клёб де Фут Монреаль» на $500 тыс. в общих распределительных средствах, место иностранного игрока, пик первого раунда Супердрафта MLS 2023 и комиссию за перепродажу. За «КФ Монреаль» дебютировал 25 февраля 2023 года в матче стартового тура сезона против «Интер Майами».
12 декабря 2023 года «КФ Монреаль» обменял Эрреру «Ди Си Юнайтед» на Руана и $500 тыс. в общих распределительных средствах. За вашингтонский клуб он дебютировал 24 февраля 2024 года в матче стартового тура сезона против «Нью-Инглэнд Революшн», отметившись голевой передачей.

### Международная карьера
В 2017 году в составе сборной США до 20 лет Эррера принимал участие в молодёжных чемпионатах КОНКАКАФ и мира.
30 августа 2019 года Эррера был вызван в тренировочный лагерь сборной США до 23 лет, проходивший 1—10 сентября и включавший товарищеский матч со сборной Японии 9 сентября, в котором он сыграл один тайм. Был включён в состав сборной на квалификационный турнир Олимпийских игр 2020, который должен был пройти с 20 марта по 1 апреля 2020 года, но был перенесён из-за пандемии коронавируса. Попал в заявку сборной и на перенесённый турнир, состоявшийся в марте 2021 года.
За основную сборную США Эррера дебютировал 31 января 2021 года в товарищеском матче со сборной Тринидада и Тобаго.
Отец Эрреры — родом из Гватемалы. В июне 2022 года он начал процедуру получения гватемальского гражданства. 17 мая 2023 года Эррера получил официальное письменное разрешение ФИФА выступать за национальную сборную Гватемалы. Дебютировал за сборную Гватемалы 15 июня в товарищеском матче со сборной Коста-Рики. Был включён в состав сборной Гватемалы на Золотой кубок КОНКАКАФ 2023.

## Статистика
| Выступление              | Выступление      | Выступление      | Лига | Лига | Плей-офф | Плей-офф | Кубок | Кубок | Прочие | Прочие | Итого | Итого |
| Клуб                     | Лига             | Сезон            | Игры | Голы | Игры     | Голы     | Игры  | Голы  | Игры   | Голы   | Игры  | Голы  |
| ------------------------ | ---------------- | ---------------- | ---- | ---- | -------- | -------- | ----- | ----- | ------ | ------ | ----- | ----- |
| Реал Солт-Лейк           | MLS              | 2018             | 16   | 0    | 3        | 0        | 1     | 0     | —      | —      | 20    | 0     |
| Реал Солт-Лейк           | MLS              | 2019             | 32   | 0    | 2        | 0        | 0     | 0     | 1      | 0      | 35    | 0     |
| Реал Солт-Лейк           | MLS              | 2020             | 20   | 0    | —        | —        | —     | —     | 1      | 0      | 21    | 0     |
| Реал Солт-Лейк           | MLS              | 2021             | 29   | 1    | 3        | 0        | —     | —     | —      | —      | 32    | 1     |
| Реал Солт-Лейк           | MLS              | 2022             | 27   | 0    | 0        | 0        | 0     | 0     | 1      | 1      | 28    | 1     |
| Реал Солт-Лейк           | Итого            | Итого            | 124  | 1    | 8        | 0        | 1     | 0     | 3      | 1      | 136   | 2     |
| Реал Монаркс (фарм-клуб) | USL              | 2018             | 5    | 0    | —        | —        | —     | —     | —      | —      | 5     | 0     |
| Реал Монаркс (фарм-клуб) | Итого            | Итого            | 5    | 0    | —        | —        | —     | —     | —      | —      | 5     | 0     |
| Клёб де Фут Монреаль     | MLS              | 2023             | 19   | 0    | —        | —        | 2     | 0     | 2      | 0      | 23    | 0     |
| Клёб де Фут Монреаль     | Итого            | Итого            | 19   | 0    | —        | —        | 2     | 0     | 2      | 0      | 23    | 0     |
| Ди Си Юнайтед            | MLS              | 2024             | 0    | 0    | —        | —        | 0     | 0     | —      | —      | 0     | 0     |
| Ди Си Юнайтед            | Итого            | Итого            | 0    | 0    | —        | —        | 0     | 0     | —      | —      | 0     | 0     |
| Всего за карьеру         | Всего за карьеру | Всего за карьеру | 148  | 1    | 8        | 0        | 3     | 0     | 5      | 1      | 164   | 2     |